# Női súlylökés a 2023-as atlétikai világbajnokságon
A 2023-as atlétikai világbajnokságon a női súlylökés selejtezőit és döntőjét is augusztus 26-án rendezték meg Budapesten, a Nemzeti Atlétikai Központban.
A győzelmet a 29 éves amerikai Chase Ealey nyerte meg idei legjobbját megdobva, 20,43 méteres eredménnyel. A címvédő, 2022-ben is aranyérmes Chase Ealey az első sorozattól vezetett 20,35 méteres eredményével. A verseny legjobb eredményét, a 20,43 métert az ötödik sorozatban érte el. Az ezüstérmes, kanadai Sarah Mitton szintén az ötödikben dobta meg legjobbját, a 20,08 métert. A bronzérmet a második legjobb dobás döntötte el, ugyanis mind a kínai Kung Li-csiao, mind a portugál Auriol Dongmo legjobbja 19,69 méter volt, de a kínainak a második legjobb dobása 19,67 méter volt a 19,63 ellenében.
A versenyszám egyetlen magyar indulója, a 2016-os olimpia bronzérmese, valamint a 2017-es világbajnokság ezüstérmese, Márton Anita 17,85 méteres eredményével nem jutott be a döntőbe, a 20. helyen végzett.

## Rekordok
A versenyt megelőzően a következő rekordok voltak érvényben:
| Rekord                                                 | Versenyző és nemzetisége   | Eredmény | Helyszín                               | Dátum               |
| ------------------------------------------------------ | -------------------------- | -------- | -------------------------------------- | ------------------- |
| Világrekord                                            | Natalja Liszovszkaja (URS) | 22,63 m  | Moszkva, Szovjetunió                   | 1987. június 7.     |
| Világbajnoki rekord                                    | Natalja Liszovszkaja (URS) | 21,24 m  | Róma, Olaszország                      | 1987. szeptember 5. |
| Világbajnoki rekord                                    | Valerie Adams (NZL)        | 21,24 m  | Tegu, Dél-Korea                        | 2011. augusztus 29. |
| Világ legjobb idei eredménye                           | Maggie Ewen (USA)          | 20,45 m  | Los Angeles, Amerikai Egyesült Államok | 2023. május 27.     |
| Afrika rekord                                          | Vivian Chukwuemeka (NGR)   | 18,43 m  | Walnut, Amerikai Egyesült Államok      | 2003. április 19.   |
| Ázsia rekord                                           | Li Meisu (CHN)             | 21,76 m  | Sanghaj, Kína                          | 1988. április 23.   |
| Észak-, valamint Közép-Amerika és Karibi-térség rekord | Belsy Laza (CUB)           | 20,96 m  | Mexikóváros, Mexikó                    | 1992. május 2.      |
| Dél-Amerika rekord                                     | Elisângela Adriano (BRA)   | 19,30 m  | Tunja, Kolumbia                        | 2001. július 14.    |
| Európa rekord                                          | Natalja Liszovszkaja (URS) | 22,63 m  | Moszkva, Szovjetunió                   | 1987. június 7.     |
| Óceániai rekord                                        | Valerie Adams (NZL)        | 21,24 m  | Tegu, Dél-Korea                        | 2011. augusztus 29. |

## Kvalifikációs rendszer
A világbajnokságnak erre a versenyszámára 18,80 méteres eredménnyel lehetett automatikus kvalifikációt kivívni.

## Időbeosztás
Az események időbeosztása helyi időben (UTC+2) a következők voltak:
| Dátum         | Kezdési időpont | Kör       |
| ------------- | --------------- | --------- |
| Augusztus 26. | 10:25           | Selejtező |
| Augusztus 26. | 20:15           | Döntő     |

## Rövidítések
| - WR: világrekord - CR: világbajnoki rekord - WL: világ legjobb eredménye 2023-ban - AR: kontinentális rekord - NR: országos rekord | - PB: egyéni legjobb eredménye - SB: 2023-ban az addigi legjobb eredménye - Q: eredmény alapján továbbjutott - q: helyezés alapján továbbjutott - NM: érvényes kísérlet nélkül - X: rontott kísérlet |

### Selejtező
A selejtezőt 2023. augusztus 26-án rendezték meg, melyeken a 35 versenyzőt 2 selejtezőcsoportra (A és B) osztották be, mindkettő 10:25-kor kezdődött. Minden selejtezőcsoportból a legalább 19,10 méteres selejtezőszintet elért versenyzők (  Q  ) valamint a selejtezőszintet el nem érők közül a legjobbak, de maximum 12-en (  q  ) kvalifikálták magukat a döntőbe.
Vastaggal a versenyző legjobb eredményét jelöltük
| Helyezés | Csoport | Név                      | Nemzetiség              | Kísérletek | Kísérletek | Kísérletek | Eredmény | Megjegyzés |
| Helyezés | Csoport | Név                      | Nemzetiség              | 1          | 2          | 3          | Eredmény | Megjegyzés |
| -------- | ------- | ------------------------ | ----------------------- | ---------- | ---------- | ---------- | -------- | ---------- |
| 1        | A       | Jessica Schilder         | Hollandia               | 19,64      |            |            | 19,64    | Q, SB      |
| 2        | B       | Auriol Dongmo            | Portugália              | 19,59      |            |            | 19,59    | Q          |
| 3        | B       | Yemisi Ogunleye          | Németország             | 19,44      |            |            | 19,44    | Q, PB      |
| 4        | A       | Maggie Ewen              | Egyesült Államok        | 19,42      |            |            | 19,42    | Q          |
| 5        | A       | Sarah Mitton             | Kanada                  | 19,37      |            |            | 19,37    | Q          |
| 6        | A       | Danniel Thomas-Dodd      | Jamaica                 | 17,75      | 18,77      | 19,36      | 19,36    | Q          |
| 7        | B       | Chase Ealey              | Egyesült Államok        | 19,27      |            |            | 19,27    | Q          |
| 8        | B       | Kung Li-csiao            | Kína                    | 19,16      |            |            | 19,16    | Q          |
| 9        | A       | Sara Gambetta            | Németország             | 18,70      | 18,29      | 18,39      | 18,70    | q          |
| 10       | B       | Jorinde van Klinken      | Hollandia               | 18,66      | 17,68      | 18,19      | 18,66    | q          |
| 11       | A       | Szong Jiajuan            | Kína                    | 18,40      | 18,54      | 18,64      | 18,64    | q          |
| 12       | B       | Maddison-Lee Wesche      | Új-Zéland               | 18,59      | 18,10      | 17,93      | 18,59    | q          |
| 13       | A       | Axelina Johansson        | Svédország              | 18,57      | X          | X          | 18,57    |            |
| 14       | B       | Fanny Roos               | Svédország              | 17,82      | 18,41      | X          | 18,41    |            |
| 15       | B       | Julia Ritter             | Németország             | 17,40      | 18,41      | 17,34      | 18,41    | SB         |
| 16       | A       | Jessica Inchude          | Portugália              | 17,74      | X          | 18,16      | 18,16    |            |
| 17       | B       | Zsang Linru              | Kína                    | 17,46      | 17,62      | 18,08      | 18,08    |            |
| 18       | B       | Sara Lennman             | Svédország              | 18,05      | 17,44      | 17,71      | 18,05    |            |
| 19       | A       | Alida van Daalen         | Hollandia               | 16,95      | 17,93      | 17,58      | 17,93    |            |
| 20       | A       | Márton Anita             | Magyarország            | 16,69      | 17,67      | 17,85      | 17,85    |            |
| 21       | B       | Eliana Bandeira          | Portugália              | X          | X          | 17,79      | 17,79    |            |
| 22       | A       | Dimitriana Bezede        | Moldova                 | 16,85      | 17,69      | X          | 17,69    |            |
| 23       | A       | Adelaide Aquilla         | Egyesült Államok        | 17,42      | 17,14      | 17,29      | 17,42    |            |
| 24       | B       | Klaudia Kardasz          | Lengyelország           | 17,27      | X          | X          | 17,27    |            |
| 25       | A       | Ana Caroline Silva       | Brazília                | X          | 16,63      | 17,18      | 17,18    |            |
| 26       | B       | Jalani Davis             | Egyesült Államok        | X          | 16,93      | X          | 16,93    |            |
| 27       | A       | Erna Sóley Gunnarsdóttir | Izland                  | 16,68      | 15,73      | 16,07      | 16,68    |            |
| 28       | B       | Livia Avancini           | Brazília                | 16,62      | X          | 16,26      | 16,62    |            |
| 29       | A       | Eveliina Rouvali         | Finnország              | 16,36      | 16,43      | 16,61      | 16,61    |            |
| 30       | B       | Ivana Gallardo           | Chile                   | 16,55      | X          | X          | 16,55    |            |
| 31       | A       | Senja Mäkitörmä          | Finnország              | 16,27      | 16,21      | 16,19      | 16,27    |            |
| 32       | B       | Ischke Senekal           | Dél-afrikai Köztársaság | 14,96      | 16,20      | 14,89      | 16,20    |            |
| 33       | B       | Emilia Kangas            | Finnország              | 15,94      | X          | X          | 15,94    |            |
| 34       | A       | Jeong Ju-sun             | Dél-Korea               | X          | 14,84      | 15,56      | 15,56    |            |
| 35       | B       | Grace Tennant            | Kanada                  | X          | X          | X          | NM       |            |

### Döntő
A döntőt 2023. augusztus 26-án 20:17-kor rendezték meg. 
Az első 3 kísérlet után már csak az akkor legjobb 8 eredménnyel rendelkező sportoló folytathatta a versenyzést.
Vastaggal a versenyző legjobb eredményét jelöltük
| Helyezés | Versenyző           | Nemzetiség       | Kísérletek | Kísérletek | Kísérletek | Kísérletek | Kísérletek | Kísérletek | Eredmény | Megjegyzés |
| Helyezés | Versenyző           | Nemzetiség       | 1          | 2          | 3          | 4          | 5          | 6          | Eredmény | Megjegyzés |
| -------- | ------------------- | ---------------- | ---------- | ---------- | ---------- | ---------- | ---------- | ---------- | -------- | ---------- |
| 1        | Chase Ealey         | Egyesült Államok | 20,35      | 19,71      | x          | 20,04      | 20,43      | x          | 20,43    | SB         |
| 2        | Sarah Mitton        | Kanada           | 19,17      | 19,27      | 19,90      | 19,30      | 20,08      | x          | 20,08    | SB         |
| 3        | Kung Li-csiao       | Kína             | 18,89      | 19,37      | x          | 19,69      | 19,67      | 19,35      | 19,69    |            |
| 4        | Auriol Dongmo       | Portugália       | 18,79      | 19,63      | x          | 19,69      | 19,55      | x          | 19,69    |            |
| 5        | Danniel Thomas-Dodd | Jamaica          | 19,38      | 19,33      | 19,59      | x          | 18,61      | 18,98      | 19,59    |            |
| 6        | Maggie Ewen         | Egyesült Államok | 19,51      | 19,21      | 18,65      | x          | 19,27      | 19,49      | 19,51    |            |
| 7        | Maddison-Lee Wesche | Új-Zéland        | 18,81      | x          | 19,47      | 19,41      | 19,51      | x          | 19,51    | PB         |
| 8        | Jessica Schilder    | Hollandia        | 18,25      | 19,13      | 19,26      | x          | x          | 18,14      | 19,26    |            |
| 9        | Jorinde van Klinken | Hollandia        | 19,05      | 18,45      | x          |            |            |            | 19,05    |            |
| 10       | Yemisi Ogunleye     | Németország      | x          | 18,97      | x          |            |            |            | 18,97    |            |
| 11       | Song Jiayuan        | Kína             | 18,50      | 18,18      | 18,90      |            |            |            | 18,90    |            |
| 12       | Sara Gambetta       | Németország      | 18,70      | x          | 18,71      |            |            |            | 18,71    |            |